# Ketanserin
Ketanserin (R41468) je lek sa afinitetom za više G protein spregnutih receptor (GPCR). Inicijalno se smatralo da je visoko selektivan antagonist za serotoninske  receptore, međutim to nije slučaj. Ketanserin ima samo umerenu selektivnost za 5-HT2A receptore u odnosu na  receptore (~20-30 puta). Ketanserin isto tako ima visok afinitet za alfa-1 adrenergički receptore, i veoma visok afinitet za histaminske H1 receptore. Stoga se ketanserin ne može koristiti za pouzdano određivanje razlike u delovanju  i   receptora kad su oba prisutna u eksperimentalnom sistemu. Kad su alfa-1 i H1 receptori prisutni, dejstvo ketanserina potencijalno može da predstavlja kompleksnu interakciju serotoninskog, adrenergičkog, i histaminskog receptorskog sistema. Ketanserin ima umereni afinitet za alfa-2 adrenergički (~200 nM) i  (~300 nM) receptore, kao i slab afinitet za dopaminske D1 i D2 receptore (~300 nM i ~500 nM respektivno). Ketanserin na nivoima 500 nM ili višim potencijalno utičen na bar 8 različitih GPCR receptori iz 4 različite familije.